# Distretto di Gürgentepe
Il distretto di Gürgentepe (in turco Gürgentepe ilçesi) è uno dei distretti della provincia di Ordu, in Turchia.